# 6569 Ondaatje
6569 Ondaatje là một tiểu hành tinh vành đai chính với chu kỳ quỹ đạo là 757.3832046 ngày (2.07 năm).
Nó được phát hiện ngày 22 tháng 6 năm 1993.